# Бентрі (Північна Дакота)
Бентрі (англ. Bantry) — місто (англ. city) в США, в окрузі Макгенрі штату Північна Дакота. Населення — 6 осіб (2020).

## Географія
Бентрі розташоване за координатами 48°29′51″ пн. ш. 100°36′35″ зх. д. / 48.49750° пн. ш. 100.60972° зх. д. (48.497437, -100.609760).  За даними Бюро перепису населення США в 2010 році місто мало площу 0,44 км², уся площа — суходіл.

## Демографія
Згідно з переписом 2010 року, у місті мешкало 14 осіб у 7 домогосподарствах у складі 4 родин. Густота населення становила 32 особи/км².  Було 8 помешкань (18/км²).
Расовий склад населення:
| - 100,0 % — білих |

До двох чи більше рас належало 0,0 %. Частка іспаномовних становила 0,0 % від усіх жителів.
За віковим діапазоном населення розподілялося таким чином: 21,4 % — особи молодші 18 років, 64,3 % — особи у віці 18—64 років, 14,3 % — особи у віці 65 років та старші. Медіана віку мешканця становила 37,5 року. На 100 осіб жіночої статі у місті припадало 133,3 чоловіків;  на 100 жінок у віці від 18 років та старших — 83,3 чоловіків також старших 18 років.
За межею бідності перебувало 33,3 % осіб, у тому числі 100,0 % дітей у віці до 18 років та 0,0 % осіб у віці 65 років та старших.
Цивільне працевлаштоване населення становило 8 осіб. Основні галузі зайнятості: мистецтво, розваги та відпочинок — 50,0 %, сільське господарство, лісництво, риболовля — 25,0 %, науковці, спеціалісти, менеджери — 12,5 %, освіта, охорона здоров'я та соціальна допомога — 12,5 %.